# Christian Oberstolz
Christian Oberstolz (San Candido, 8 agosto 1977) è un ex slittinista italiano, vincitore di due trofei di Coppa del Mondo nel doppio.
È coniugato con Anastasija Oberstolz-Antonova, a sua volta ex slittinista di alto livello.

## Biografia
Specialista del doppio e da sempre in coppia con Patrick Gruber, ha iniziato a gareggiare per la nazionale italiana nelle varie categorie giovanili ottenendo quali migliori risultati una medaglia d'argento ed una di bronzo ai campionati mondiali juniores.
A livello assoluto ha esordito in Coppa del Mondo nella stagione 1997/98, ha conquistato il primo podio il 3 dicembre 2000 nel doppio ad Oberhof (3°) e la prima vittoria il 25 novembre 2001 sempre nel doppio a Lake Placid. In classifica generale ha conquistato il trofeo nella specialità biposto in due occasioni, nel 2004/05 e nel 2008/09.
Ha preso parte a quattro edizioni dei Giochi olimpici invernali: a Salt Lake City 2002 ha colto la diciassettesima piazza nel doppio, a Torino 2006 è giunto quinto nella specialità biposto, a Vancouver 2010 si è piazzato in quarta posizione nel doppio ed a Soči 2014 ha concluso sesto nella prova a coppie e quinto nella gara a squadre.
Ha conquistato inoltre sette medaglie ai campionati mondiali e nove medaglie, tra le quali due d'oro, in quelli europei.

## Palmarès

### Mondiali
- 7 medaglie:
  - 2 argenti (gara a squadre ad Igls 2007; doppio a Cesana Torinese 2011);
  - 5 bronzi (gara a squadre a Nagano 2004; gara a squadre a Park City 2005; doppio a Sigulda 2015; doppio, doppio sprint a Schönau am Königssee 2016).

### Europei
- 9 medaglie:
  - 2 ori (doppio a Cesana Torinese 2008; doppio a Sigulda 2014);
  - 4 argenti (doppio, gara a squadre ad Oberhof 2004; gara a squadre a Winterberg 2006; gara a squadre ad Oberhof 2013);
  - 3 bronzi (doppio a Winterberg 2006; gara a squadre a Paramonovo 2012; gara a squadre a Sigulda 2014).

### Mondiali juniores
- 2 medaglie:
  - 1 argento (gara a squadre ad Oberhof 1997);
  - 1 bronzo (doppio ad Oberhof 1997).

### Coppa del Mondo
- Miglior piazzamento in classifica generale nel singolo: 56° nel 1999/00.
- Vincitore della Coppa del Mondo nella specialità del doppio nel 2004/05 e nel 2008/09.
- 76 podi (54 nel doppio, 1 nel doppio sprint e 21 nelle gare a squadre):
  - 21 vittorie (16 nel doppio, 1 nel doppio sprint e 4 nelle gare a squadre);
  - 33 secondi posti (25 nel doppio e 8 nelle gare a squadre);
  - 22 terzi posti (13 nel doppio e 9 nelle gare a squadre).

#### Coppa del Mondo – vittorie
| Data             | Luogo                | Paese       | Disciplina                                                                        |
| ---------------- | -------------------- | ----------- | --------------------------------------------------------------------------------- |
| 25 novembre 2001 | Lake Placid          | Stati Uniti | Doppio con Patrick Gruber                                                         |
| 20 dicembre 2003 | Lake Placid          | Stati Uniti | Doppio con Patrick Gruber                                                         |
| 23 gennaio 2005  | Winterberg           | Germania    | Doppio con Patrick Gruber                                                         |
| 6 novembre 2005  | Sigulda              | Lettonia    | Doppio con Patrick Gruber                                                         |
| 17 dicembre 2005 | Lake Placid          | Stati Uniti | Gara a squadre con Patrick Gruber, Anastasija Oberstolz-Antonova e Armin Zöggeler |
| 19 novembre 2006 | Cesana Torinese      | Italia      | Doppio con Patrick Gruber                                                         |
| 2 dicembre 2006  | Park City            | Stati Uniti | Doppio con Patrick Gruber                                                         |
| 14 gennaio 2007  | Oberhof              | Germania    | Doppio con Patrick Gruber                                                         |
| 9 dicembre 2007  | Winterberg           | Germania    | Doppio con Patrick Gruber                                                         |
| 17 febbraio 2008 | Sigulda              | Lettonia    | Doppio con Patrick Gruber                                                         |
| 7 dicembre 2008  | Sigulda              | Lettonia    | Doppio con Patrick Gruber                                                         |
| 14 dicembre 2008 | Winterberg           | Germania    | Doppio con Patrick Gruber                                                         |
| 11 gennaio 2009  | Cesana Torinese      | Italia      | Doppio con Patrick Gruber                                                         |
| 25 gennaio 2009  | Altenberg            | Germania    | Doppio con Patrick Gruber                                                         |
| 15 febbraio 2009 | Calgary              | Canada      | Doppio con Patrick Gruber                                                         |
| 9 gennaio 2010   | Winterberg           | Germania    | Doppio con Patrick Gruber                                                         |
| 6 gennaio 2012   | Schönau am Königssee | Germania    | Gara a squadre con Sandra Gasparini, Dominik Fischnaller e Patrick Gruber         |
| 19 febbraio 2012 | Sigulda              | Lettonia    | Gara a squadre con Sandra Gasparini, Armin Zöggeler e Patrick Gruber              |
| 1º dicembre 2013 | Winterberg           | Germania    | Gara a squadre con Sandra Gasparini, Dominik Fischnaller e Patrick Gruber         |
| 25 gennaio 2014  | Sigulda              | Lettonia    | Doppio con Patrick Gruber                                                         |
| 12 dicembre 2015 | Park City            | Stati Uniti | Doppio sprint con Patrick Gruber                                                  |